# 天主教特爾納瓦總教區
天主教特爾納瓦總教區（拉丁語：Archidioecesis Tyrnaviensis）是羅馬天主教在斯洛伐克的一個總教區。屬布拉迪斯拉發總教區。
總教區範圍包括特爾納瓦州東部、特倫欽州和尼特拉州一部。2010年有教友460,127人，佔轄區總人口72.5%。教區下轄149個堂區，有206名司鐸。現任總主教為羅貝特·貝扎克。
1922年5月29日特爾納瓦宗座署理區自艾斯特根總教區分出。1977年12月30日升為總教區。2008年2月14日分為兩個總教區和一個教區，其中包括本總教區。 